# Portugál labdarúgó-szövetség
A portugál labdarúgó-szövetség (portugálul: Federação Portuguesa de Futebol, rövidítve FPF) Portugália nemzeti labdarúgó-szövetsége. 1914-ben alapították. A szövetség szervezi a portugál labdarúgó-bajnokságot és a portugál kupát, valamint működteti a portugál labdarúgó-válogatottat.

## Történelme
A portugál labdarúgásban elöljáró két város, Lisszabon és Porto labdarúgó-szövetségeinek egyesítésével 1914. március 31-én alapították meg az União Portuguesa de Futebolt (UPF). 1922-ben szervezték meg labdarúgó bajnokságának rendszerét. Nemzetközi kapcsolatainak rendezése érdekében 1923-ban  XII. FIFA kongresszusán felvételi kérelme alapján tagsági jogot kapott a Nemzetközi Labdarúgó-szövetség kötelékébe.  1926-ban kapta meg a ma ismert nevét, a  Federação Portuguesa de Futebolt. Fő feladata a nemzetközi kapcsolatokon kívül, a  Portugál labdarúgó-válogatott férfi és női ágának, a korosztályos válogatottak illetve a nemzeti bajnokság szervezése, irányítása. A működést biztosító bizottságai közül a Játékvezető Bizottság felelős a játékvezetők utánpótlásáért, elméleti (teszt) és cooper (fizikai) képzéséért. 1935-ben indították útjára a mai rendszerű nemzeti bajnokságot. 1954-től az európai Labdarúgó-szövetség (UEFA) tagja.

## Elnökök
Az alapítást követően az első elnök Dr. Sá e Oliveira lehetett.
- 1914 - 1922 - Dr. Sá e Oliveira
- 1922 - 1925 - Luís Peixoto Guimarães
- 1925 - 1927 - Dr. Franklin Nunes
- 1927 - 1928 - Major João Luís de Moura
- 1929 - 1929 - Luís Plácido de Sousa
- 1930 - 1931 - Dr. Salazar Carreira
- 1931 - 1932 - Abílio Lagoas
- 1934 - 1934 - Raúl Vieira
- 1934 - 1942 - Prof. Cruz Filipe
- 1943 - 1944 - Prof. Dr. Pires de Lima
- 1944 - 1946 - Juiz Bento Coelho da Rocha
- 1946 - 1951 - Prof. Eng. André Navarro André Navarro
- 1951 - 1954 - Cap. Maia Lourenço Maia Lourenço
- 1954 - 1957 - Ângelo Ferrari Angelo Ferrari
- 1957 - 1960 - Cap. Maia Lourenço Maia Lourenço
- 1960 - 1960 - Dr. Paulo Sarmento
- 1960 - 1963 - Francisco Mega
- 1963 - 1967 - Justino Pinheiro Machado
- 1967 - 1969 - Dr. Cazal Ribeiro
- 1970 - 1971 - Dr. Matos Correia
- 1971 - 1972 - Dr. Jorge Saraiva
- 1972 - 1974 - Dr. Martins Canaverde
- 1974 - 1976 - Dr. Jorge Fagundes
- 1976 - 1976 - António Ribeiro Magalhães
- 1976 - 1979 - Dr. António Marques
- 1979 - 1980 - Dr. Morais Leitão
- 1980 - 1981 - António Ribeiro Magalhães
- 1981 - 1983 - Romão Martins
- 1983 - 1989 - Dr. Silva Resende
- 1989 - 1992 - Dr. João Rodrigues
- 1992 - 1993 - A. Lopes da Silva
- 1993 - 1996 - Vítor Vasques Vítor Vasques
- 1996 - 2011 - Dr. Gilberto Madaíl
- 2011 - jelenlegi - Fernando Gomes

## Külső hivatkozások
- Archiválva 2021. március 23-i dátummal a Wayback Machine-ben